# 留侯镇
留侯镇，是中华人民共和国陕西省汉中市留坝县下辖的一个乡镇级行政单位。

## 行政区划
留侯镇下辖以下地区：
枣木栏村、桃园铺村、庙台子村、闸口石村、营盘村、月九村、瓦泉寺村和火烧关村。